# Малий Олексин
Ма́лий Олексин — село в Україні, у Рівненському районі Рівненської області. Населення становить 798 осіб.
10 грудня 2017 року архієпископ Рівненський і Острозький Іларіон звершив архієрейський чин освячення храму.